# Antoni Ferdynand Borzymowski
Antoni Ferdynand Borzymowski herbu Lubicz – rotmistrz 2. Brygady Kawalerii Narodowej Wielkiego Księstwa Litewskiego w 1791 roku, członek Sądu Kryminalnego Litewskiego w powstaniu kościuszkowskim.

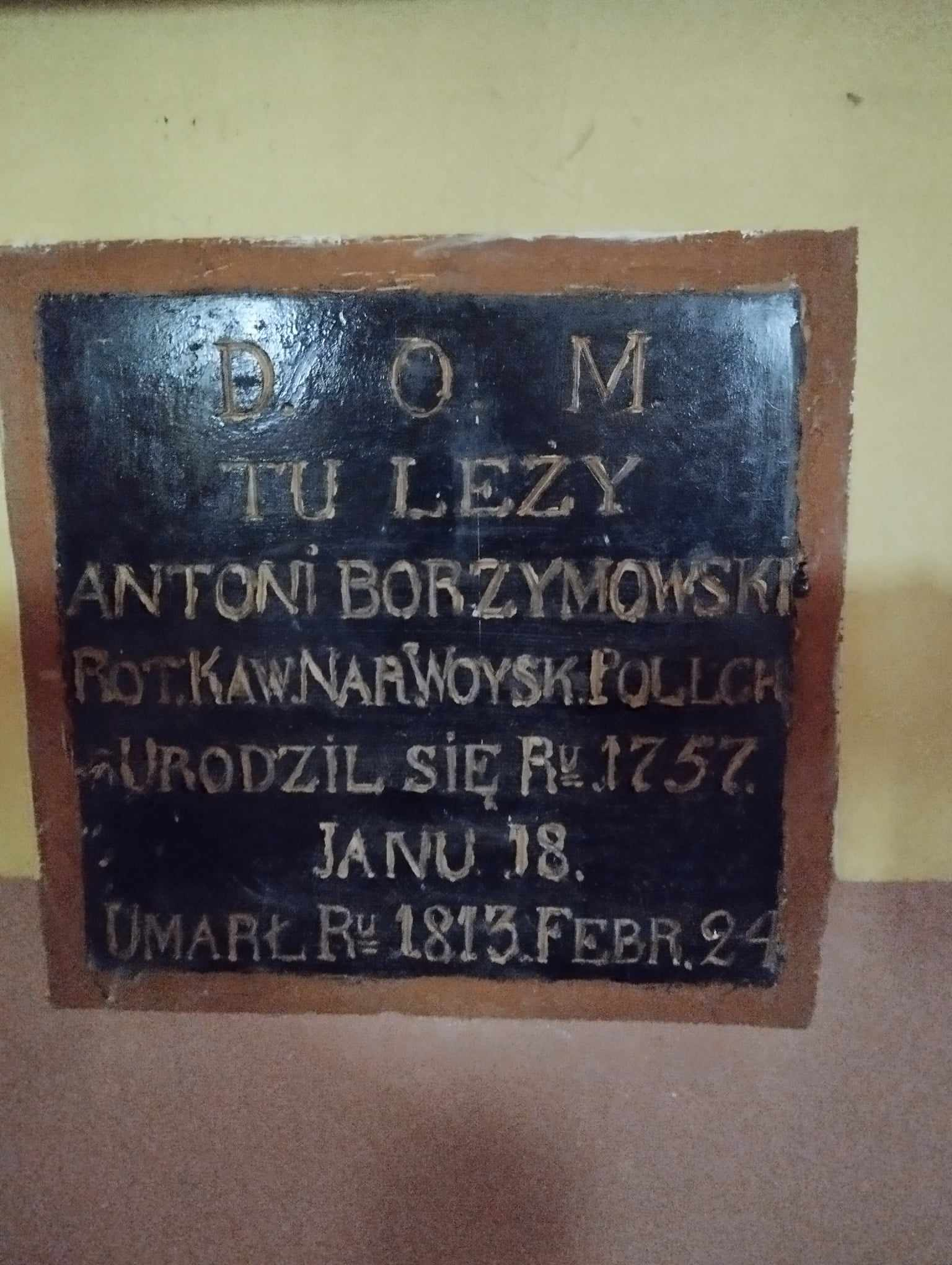
Grób Borzymowskiego

Urodził się w r. 1757, zmarł 24 lutego 1813 r. Pochowany w kościele w Niecieczy (obecnie lidzki r-n, terytorium Białorusi).
Był członkiem sprzysiężenia wileńskiego, przygotowującego wybuch insurekcji kościuszkowskiej. 